# Long Beach Dub AllStars
The Long Beach Dub Allstars é uma banda de dub reggae/ska/Rock formada em 1997 por ex-membros do Sublime